# 巴列德桑蒂瓦涅斯
巴列德桑蒂瓦涅斯，是西班牙卡斯蒂利亚-莱昂布尔戈斯省的一个市镇。总面积106平方公里，总人口567人（2001年），人口密度5人/平方公里。